# Buenaventura de Córdoba Espínola de la Cerda
Buenaventura de Córdoba Espínola de la Cerda (Madrid, 23 de março de 1724 - Madrid, 6 de maio de 1777) foi um cardeal do século XVIII

## Biografia
Nasceu em Madrid em 23 de março de 1724. Quinto dos sete filhos de Nicolás Fernández de Córdoba Figueroa y Aguilar, conde de Villafranca, duque de Medinacelli, e Jerónima Maria Spinola y de la Cerda, do marques de Los Balbases. Seu nome de batismo era Buenaventura Francisco de Sales Antonio Ramón Pascual Pío Bibiano María de la Soledad Juan de Mata Luis Alfonso de la Concepción Policarpo Venancio Diego José Francisco de Asís. Os outros irmãos eram Luis Antonio, Felipe, Joaquín Diego, Juan de Mata Antonio, Maria Felicia e Teresa Francisca. Ele também está listado como Ventura Córdoba y la Cerda; como Buenaventura Córdoba Espinosa de la Cerda; e como Buenaventura Fernández de Córdoba Espinosa de la Cerda. Seu sobrenome também está listado como Corduba Spinula.
Seus pais lhe proporcionaram a melhor educação com excelentes tutores; estudou letras e línguas; mais tarde, estudou teologia e cânones sagrados e obteve o doutorado em teologia.
Depois de receber todas as ordens sagradas, foi nomeado (pelo rei Carlos III da Espanha) seu capelão e grande esmoleiro. Arquidiácono de Talavera. Abade de Rute e Oñate.
Eleito arcebispo titular de Neocesarea e nomeado patriarca das Índias Ocidentais, 6 de abril de 1761. Consagrado, 28 de junho de 1761, na Igreja Real de San Jerónimo, Madri, por Manuel Quintano Bonifaz, arcebispo titular de Farsalo, Inquisidor geral da Espanha, assistido por Manuel Murillo y Argáiz, bispo de Segóvia, e por Andrés Cano y Junquera, bispo titular de Arad, Vigário castrense da Espanha, 1762 até sua morte. Juiz da Capela Real. Foi promovido ao cardinalato a pedido do rei Carlos III.
Criado cardeal sacerdote no consistório de 23 de novembro de 1761; o papa enviou-lhe o barrete vermelho com o enablegato papal monsenhor Antonio Palafox, com um breve apostólico datado de 27 de novembro de 1761; O rei Carlos III impôs o barrete vermelho ao novo cardeal numa cerimónia solene. Abade nullius de Alcalá la Real de 1761. Participou do conclave de 1769, que elegeu o Papa Clemente XIV. Recebeu o chapéu vermelho em 22 de junho de 1769; e o título de S. Lorenzo em Panisperna, 26 de junho de 1769. Atribuído à SS. CC. de Propaganda Fide, Visita Apostólica e Disciplina dos Regulares. Um ano depois de voltar de Roma para a Espanha, ele sofreu um ataque apoplético que o deixou muito limitado em suas atividades; ataques semelhantes ocorreram com frequência. Chanceler e ministro principal da Ordem de Carlos III, chamada da Imaculada Conceição, quando foi instituída em 1771. Membro do Conselho Real. Não participou do conclave de 1774-1775, que elegeu o Papa Pio VI. Gozou da confiança do rei Carlos III, que o consultou em todos os delicados e difíceis assuntos religiosos e políticos do reino.
Morreu em Madrid em 6 de maio de 1777, repentinamente. Enterrado no meio da igreja do Colégio Dominicano Santo Tomás, Madrid. O rei ordenou que ele recebesse as honras fúnebres de capitão-general. O funeral foi presidido pelo inquisidor geral da Espanha, Manuel Quintano Bonifaz, arcebispo titular de Farsalia. Em seu testamento, ele ordenou que sua fortuna fosse usada para fundar uma escola para meninos e meninas órfãos.